# 21st Century Girls
21st Century Girls ist eine Pop-Rock-Band aus Dudley, England, UK.

## Geschichte
21st Century Girls waren eine rein weibliche Teenagerband, die 1996 in Dudley, West Midlands, Großbritannien, gegründet wurde. Die früher She Devil genannte Band bestand ursprünglich aus der Sängerin Leanne Garner, ihrer Schwester Fiona Garner am Bass, den Gitarristinnen Kate Turley und Meriam „Mim“ Mohammad sowie der Schlagzeugerin Charlotte Fendek. Fendek verließ später die Band und Mohammad wechselte ans Schlagzeug. Im Jahr 1999 war die Band (damals 14 bis 16 Jahre alt) die erste, die bei Simon Fullers 19 Recordings unter Vertrag stand. Nach einer großen Werbekampagne veröffentlichte die Band im Juni 1999 ihre Debütsingle 21st Century Girls. Die Single erreichte Platz 16 der britischen Single-Charts.
Die Band löste sich auf, nachdem sie im Jahr 2000 von ihrer Plattenfirma aufgegeben worden war.
Kate Turley gründete daraufhin im Jahr 2000 die Band The Fight.

## Diskografie
Alben
- 1999: 21st Century Girls (19 Recordings / EMI, nur in Japan veröffentlicht)

Singles
- 1999: 21st Century Girls (19 Recordings / EMI) (UK #16)
- 1999: Teenage Attack (19 Recordings / EMI)